# Zwei Herbste in Paris
Zwei Herbste in Paris ist ein Film des venezolanischen Regisseurs Gibelys Coronado, nach dem gleichnamigen Roman des Schriftstellers Francisco Villarroel, der am 2. September 2021 in Venezuela veröffentlicht wurde.
Die Festivalpremiere des Films fand beim Bogotá Film Festival statt, am 16. Oktober 2019. Der Film wurde zum ersten Mal in Venezuela auf der Pressekonferenz von Miradas Diversas, 1er. Festival de Cine de Derechos Humanos vorgestellt. Es wurde bei der Eröffnungsfeier des Internationalen Filmfestivals von Guayaquil am 19. September 2020 vorgestellt.

## Handlung
Der Film erzählt die Liebesgeschichte von María Teresa und Antonio in ihrer Jugend.  Viele Jahre nach diesem Treffen ist es wieder Herbst und Antonio kehrt nach Paris zurück und wird eingeladen, eine Konferenz über Menschenrechte zu geben.  Auf dem Weg vom Flughafen zum Ballsaal rekonstruiert Antonio Moment für Moment die Liebesgeschichte, die er in jungen Jahren mit der schönen María Teresa erlebt hat, einer jungen politischen Flüchtling aus Paraguay, die aus ihrem Land geflohen ist, um sich vor der kriminellen Unterdrückung der Diktatur zu retten der blutrünstige General Alfredo Stroessner.  In Paraguay war María Teresa Mitglied einer politischen Gruppe von Universitätsstudenten, die gegen die Diktatur waren, weshalb sie inhaftiert und gefoltert wurde, bis sie von den Nonnen gerettet wurde, die ihr halfen, als Flüchtling nach Frankreich einzuwandern.  Die jungen Liebenden beschließen, zusammenzuleben, was Antonio verändert, ohne dass María Teresa den Kampf für die Freiheit Paraguays aufgibt und sich zwischen dieser neuen leidenschaftlichen Liebe und ihrem Land entscheiden muss.